# Noel Blake
Noel Blake (ur. 12 stycznia 1962 w Kingston na Jamajce) – piłkarz, aktualnie trener Reprezentacji Anglii U-19 w piłce nożnej.

## Życiorys
W trakcie swojej kariery piłkarskiej grał w takich klubach jak Aston Villa, Portsmouth czy Leeds United. Był członkiem dwóch zespołów, które awansowały do starych First Division - Portsmouth w 1987 roku i Leeds United w 1990 roku.
Karierę trenerską rozpoczynał w klubie, w którym zakończył karierę. Przez rok był jednocześnie zawodnikiem, jak i trenerem Exeter City. W latach 2003–2006 był odpowiedzialny za młodzieżowe drużyny Stoke City. Od 2008 roku prowadzi reprezentację Anglii U-19 w piłce nożnej.
Jest wykwalifikowanym trenerem posiadającym UEFA Pro Licence.